# 다니에우 카르그닝 (유도 선수)
다니에우 보르지스 카르그닝(포르투갈어: Daniel Borges Cargnin, 1997년 12월 20일~)은 브라질의 유도 선수이다. 2020년 하계 올림픽에서 남자 하프라이트급 동메달을 획득했으며 2022년 세계 선수권 대회에서 남자 라이트급 동메달을 획득했다.